# 가습기

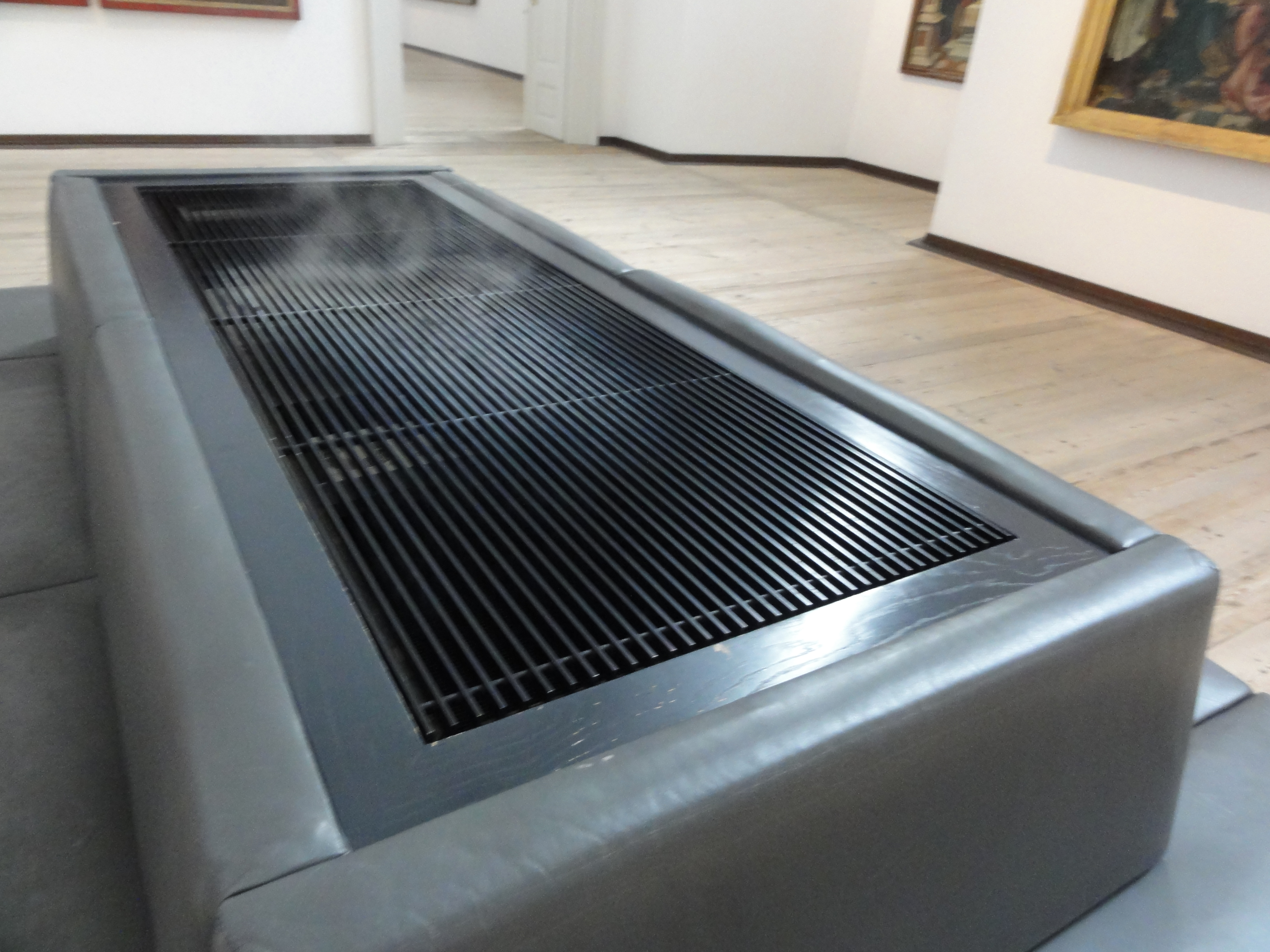
독일 아우크스부르크의 예술 박물관의 가습기의 모습

가습기(加濕器, 영어: humidifier)는 실내의 습도(습기)를 조절하는 전기 기기이다. 가정용 가습기는 일반적으로 방 하나를 가습하기 위해 흔히 사용되는 반면 집 전체나 난로를 위한 가습기는 가정의 HVAC 시스템에 연결되며 집 전체에 습도를 제공해 준다. 의료용 환풍기는 종종 환자의 평안을 증대시키기 위해 가습기를 포함하는 경우도 있다. 대형 가습기는 상용, 시설용, 산업용 환경에서 사용되며 이는 더 큰 HVAC 시스템의 일부로 종종 쓰인다. 겨울철 건조한 실내 공기가 코를 자극하는 것을 막아주고, 피부에서 수분이 증발하는 것을 억제해 줌으로써 낮은 온도에서도 추위를 덜 느끼게 한다.

## 개요
낮은 습도는 덥고 건조한 사막 기후, 인공적으로 가열된 공간의 실내에서 발생할 수 있다. 겨울에, 특히 바깥의 추운 날씨와 비교해 가열된 실내에 있을 때 공기 중 습도는 10~20%만큼 떨어질 수 있다. 이렇게 낮은 습도는 건강에 악영향을 미칠 수 있는데 코와 콧구멍의 내벽 등 점막을 건조시켜 호흡곤란을 일으킬 수 있다. 낮은 습도는 나무로 된 목재가구에 영향을 미칠 수 있는데, 결합을 수축시키거나 느슨하게 만들거나 갈라지는 현상을 발생시킬 수 있다. 책, 신문, 예술품들은 수축되거나 휘어질 수 있으며 매우 낮은 습도에서 잘 부러지기도 한다.
게다가 정전기는 낮은 습도 조건에서 문제가 될 수 있으며, 반도체 장치의 고장을 유발하고 정전기에 의해 직물이 달라붙게 하며 먼지와 미립자들이 전기 충전 표면에 굳건히 달라붙게 한다.
가습기를 과도하게 사용하면 상대 습도를 과도한 수준으로 상승시킬 수 있으며, 먼지 벌레(집먼지 진드기)나 곰팡이의 성장을 유발시키며 과민성 폐렴을 일으킬 수도 있다. 30~50%의 상대 습도가 대부분의 가정에 권장된다. 습도조절기를 적절히 설치, 배치하여 자동으로 습도 수준을 모니터링하고 제어하는 것이 좋으며, 가습기를 조작하는 사람은 습도 수준이 적당한지 지속적으로 확인하여야 한다.

## 산업용 가습기
산업용 가습기는 정전기 발생을 예방하고 소재의 특성을 보존하며 노동자나 거주자를 위한 편안하고 건강한 환경을 보증하기 위해 특정한 습도 수준이 유지되어야 할 때 사용된다.
포장, 인쇄, 종이, 플라스틱, 섬유, 전자기기, 자동차 제조, 의약 등의 산업에서 이러한 문제는 두드러진다. 습도가 45% 상대 습도(RH) 미만인 경우 마찰로 인한 정전기와 불꽃이 발생할 수 있다. 45%~55% 사이의 RH에서 정전기는 낮은 수준으로 발생하는 반면 55% 초과 RH는 정전기의 발생 방지를 보장한다. ASHRAE(The American Society of Heating, Refrigerating and Air Conditioning Engineers)는 IT 장비를 손상시킬 수 있는 불꽃을 예방하기 위해 전통적으로 데이터 센터에 45~55% RH 범위를 권고하였다. 가습기는 반도체와 병원 수술실의 제조업체들에 의해서도 사용되고 있다.
프린터와 제지업체들은 가습기를 사용하여 수축 및 페이퍼 컬을 예방한다. 가습기는 차가운 온도로 인해 발생하는 건조로부터 음식의 신선도를 보존하기 위해 냉동 보관실에 필수적이다. 미술관은 가습기를 사용하여 민감한 예술 작품을 보호하며, 특히 겨울에 방문객의 평안을 위해 난방을 함으로써 발생되는 건조와 싸우는 박람회장이 그러하다.

## 이동식 가습기
이동식 가습기는 조그마한 탁상용 기기에서부터 대형 천장 마운트 장치에 이르기까지 크기가 다양하다. 물은 보통 주기적으로 장치에 수동으로 채워 공급된다.

### 증발식 가습기
가장 흔한 이동식 가습기는 증발식이며 몇 가지 기초적인 부품으로 구성되어 있다: 급수대, 윅(wick), 팬(fan).
윅은 다공성 물질로 이루어져 있어 급수대로부터 물을 흡수하며 증발을 위해 더 큰 표면적을 제공한다. 팬은 윅에 부착되어 있으며 공기를 윅에 불어서 물의 증발을 돕는다. 윅으로부터의 증발은 상대 습도에 의존한다. 낮은 습도의 방은 높은 습도의 방에 비해 더 높은 증발율을 보인다. 그러므로 이러한 종류의 가습기는 부분적으로는 스스로 통제된다. 즉, 방의 습도가 증가할수록 물 증발량은 자연스럽게 감소한다.
이 윅들은 채우는 가운데 완전히 건조시키지 않으면 곰팡이가 생길 수 있으며 시간이 지남에 따라 미네랄 침전물로 포화된다. 청소나 교체가 주기적으로 필요하며, 이 작업이 없으면 공기는 이들을 통과할 수 없고 가습기는 탱크의 물을 같은 수준으로 유지하면서 가습을 중단한다.

### 자연식 가습기

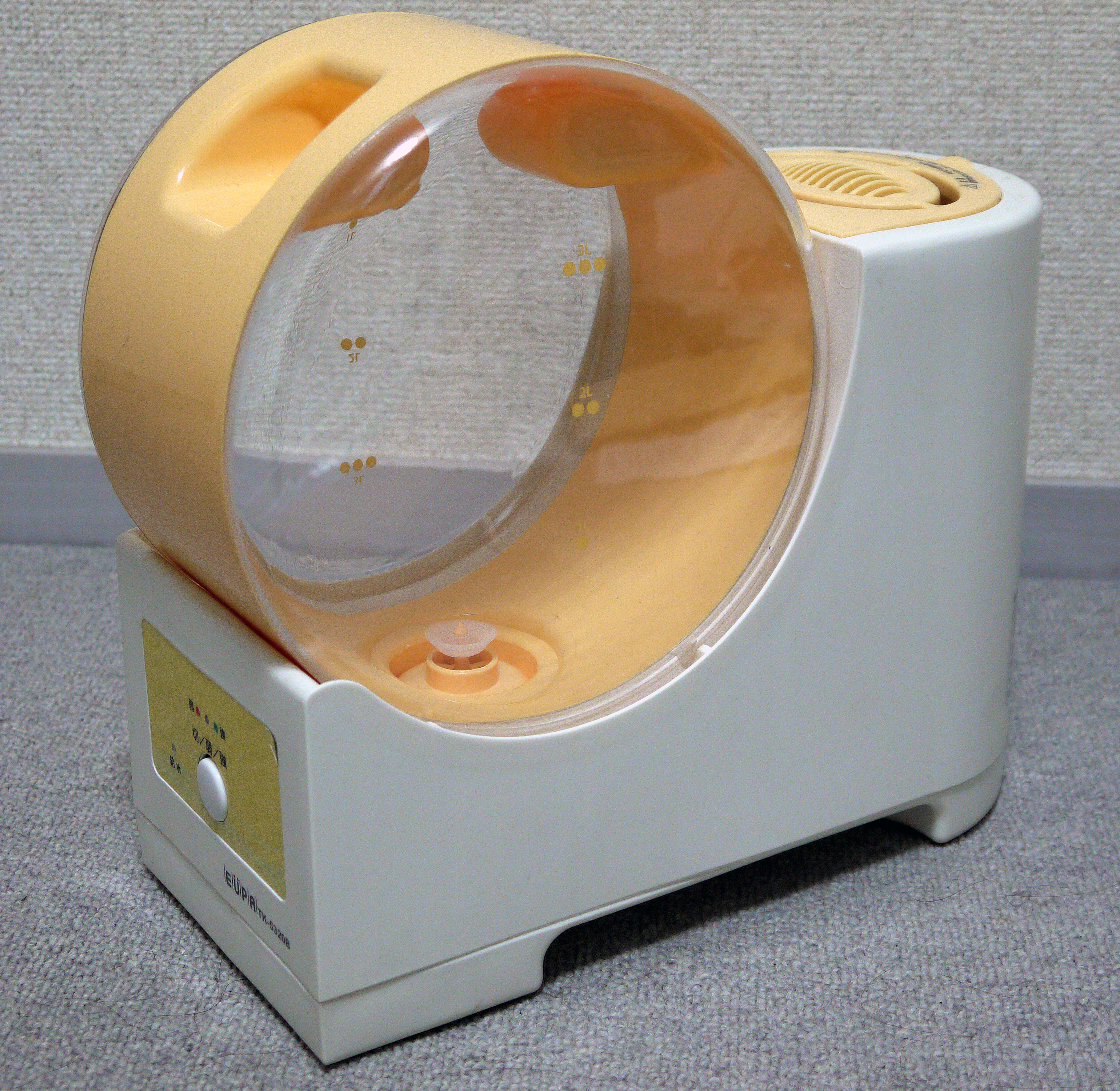
기화식 가습기

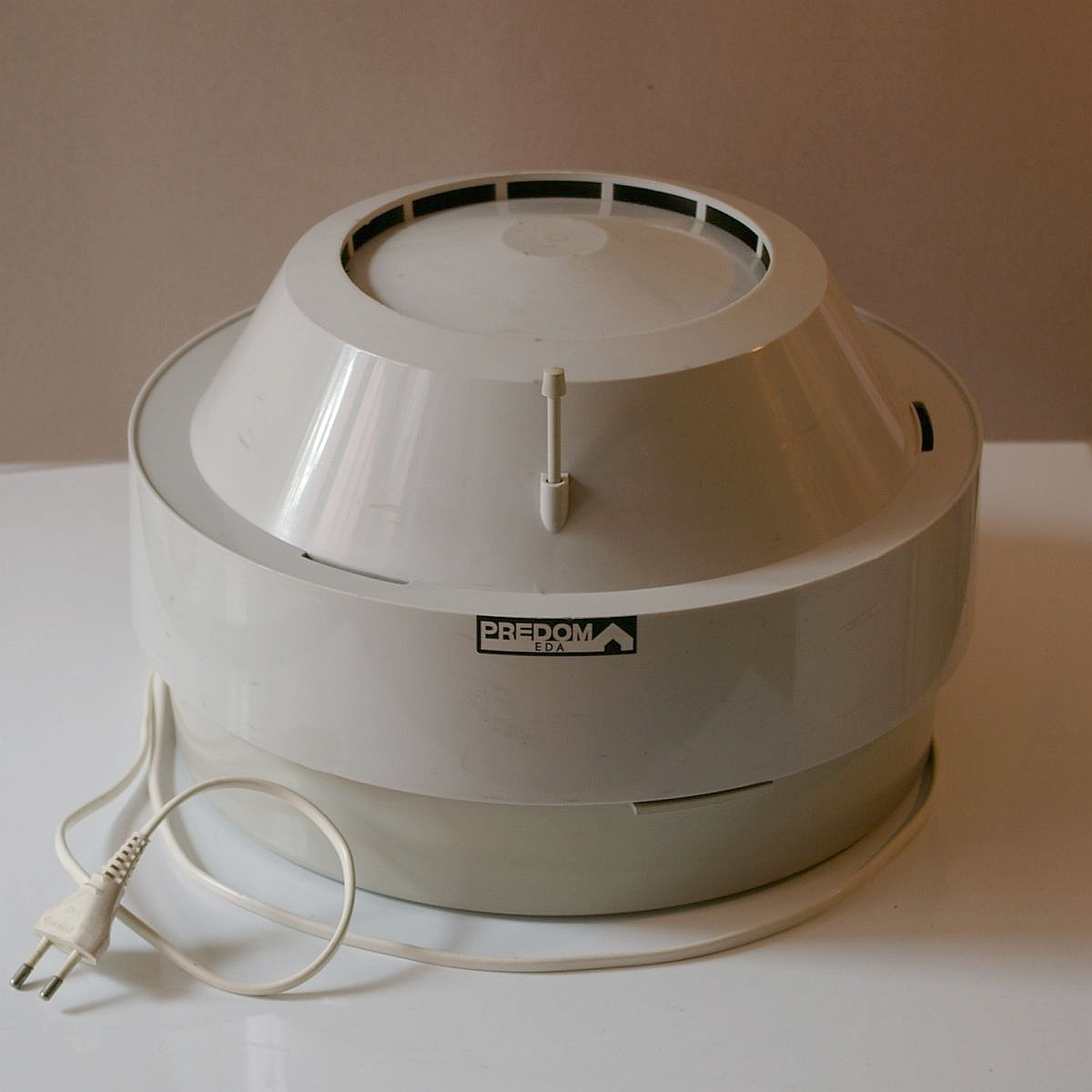
임펠러 가습기 NW-5 (1977년 폴란드)

일종의 기화식 가습기는 급수대와 윅만을 이용한다. 이른바 "자연식 가습기"로 불리는 것들은 일반적으로 비용이 거의 들지 않거나 아예 들지 않는 비상업용 장치들이다. 어떠한 버전의 자연식 가습기는 부분적으로 물로 채워진 스테인리스강 통을 사용하며 수건으로 덮여있다. 통의 중심부에 수건을 잠기게 하기 위해 방수가 되는 추를 사용한다. 물이 모세관 현상을 통해 수건에 스며들고 수건의 표면적이 빠른 증발을 제공하기 위해 충분히 크기 때문에 팬이 불필요하다. 스테인리스강 통은 일반적인 가습기 물탱크보다 청소가 훨씬 더 용이하다. 매일 수건을 갈고 주기적으로 청소하면 진드기와 병균 문제를 통제할 수 있다.
분재 화초 또한 자연식 가습기의 역할을 할 수 있는데, 증산을 통해 물을 대기로 증발시키기 때문이다. 과도한 습도로 인하여 병균이나 진드기가 토양에 발생하지 않도록 주의가 필요하다.

### 기화식 가습기
기화식 가습기는 물을 가열하거나 끌여서 증기와 수분을 대기로 내보낸다. 약제가 든 흡입제를 증기에 추가하여 기침을 줄이는데 도움을 줄 수 있다. 기화식 가습기는 쿨 미스트 형태의 가습기보다 건강이 더 좋을 수 있는데, 그 이유는 증기가 급수대의 물로부터 미네랄 불순불이라든지 미생물을 전달할 가능성이 더 적기 때문이다. 그러나 물을 끓이는 일에는 다른 기술보다 상당히 더 많은 에너지가 필요하다. 열원의 설계가 좋지 않은 가습기를 사용하면 과열이 발생되어 제품이 녹거나 물이 새거나 화재를 일으킬 수 있다.

### 임펠러 가습기
쿨 미스트 가습기, 즉 임펠러 가습기는 회전판을 사용, 물을 미세 물방울로 만들어 대기로 흘려보낸다. 물 공급은 용의주도하게 청결이 유지되어야 하며 그렇지 않으면 세균이나 진드기가 대기로 퍼지는 위험이 있다. 이러한 유형의 가습기는 보통 다른 종류의 가습기보다 소음이 더 큰 편이다.

### 초음파 가습기

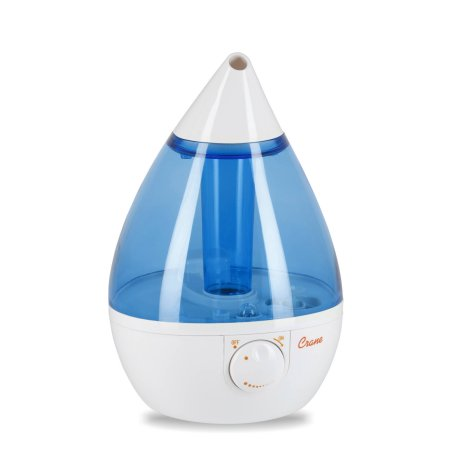
초음파식 쿨 미스트 가습기

초음파식 가습기는 초음파로 진동하는 세라믹 칸막이를 사용하여 물방울을 만들어 시원한 안개 형태로 가습기 밖을 조용히 빠져나오게 한다. 일반적으로 미스트는 조그마한 팬을 통해 강제적으로 발생되지만 일부 크기가 극히 작은 모델들은 팬이 없다. 팬이 없는 모델은 주로 개인용임을 의미한다. 초음파 가습기는 압전기를 사용하여 수막 형태로 높은 주파수의 기계식 진동을 일으킨다. 지름에 약 1 마이크론 크기의 극히 미세한 물방울을 만들어내며 빠르게 대류에 증발된다.
물을 끓이는 가습기와는 달리 이 물방울들은 급수대의 불순물이 포함될 수 있으며 여기에는 센물의 미네랄(흰색 먼지가 주변 물체와 가구에 달라붙을 경우 떼어내기가 쉽지 않음)이 포함된다. 침체된 탱크의 병원균이 대기에 방출될 수도 있다. 초음파 가습기들은 주기적으로 청소하여 대기로 병균 오염물질이 퍼져나가지 않도록 예방하여야 한다.
미네랄과 기타 물질의 양은 증류수를 사용하면 상당한 수준으로 줄일 수 있다. 특수 가습기 살균제 또한 공기로 운반되는 물질의 양을 줄일 수 있으나 EPA는 "이러한 장치들이 미네랄을 제거하는 능력은 매우 다양하다"며 경고한다. 미네랄 먼지는 건강에 악영향을 미칠 수 있다. 윅 가습기들은 미네랄 침전물을 윅에 가둔다. 즉, 기화식 가습기는 가열 부품 주위로 미네랄을 보이게 하는 경향이 있으므로 식초나 시트르산으로 주기적인 청소를 하는 것이 필요하다.

## 자연 가습
전기 장치 등을 사용하는 인위적인 가습기 외에도 자연적으로 습도를 조절에 기여하는 것들이 있다.

### 종류
- 신체에서 배출하는 수분도 자연 가습 효과가 있다. 호흡으로 내뱉는 수증기와 땀 등으로 배출하는 수분이 있다. 성인이 앉아서 생활하는 경우 일반적으로 하루에 약 0.75L를 배출한다.
- 실내에서 기르는 식물은 증산 작용을 통해 수분을 배출하기 때문에 자연 가습기로 사용할 수 있다. 단 습도가 높아지면 흙 속의 박테리아나 곰팡이가 과증식하고 공기중으로 퍼질 수 있으므로 주의해야 한다.
- 빨래를 널어서 말리면 습도가 높아진다.

## 효과
- 목제품의 뒤틀림을 방지한다.
- 피부 건조증과 입술 벗겨짐, 코피 등을 방지한다.
- 페인트가 벗겨지는 것을 막는다.
- 인플루엔자와 같이 건조할 때 잘 발생하는 바이러스나 박테리아로 인해 발생하는 질병을 막아준다.
- 목의 건조함과 코딱지 자주 발생을 막는다.

## 문제 및 건강 상의 위험
미국 환경보호청은 권장되는 유지보수 절차와 건강 상의 위험에 관한 자세한 정보를 제공한다. 수돗물에 다량의 미네랄이 포함되어 있을 경우 초음파나 임펠러 방식의 가습기는 하얀 먼지를 생성하며(칼슘은 수돗물의 가장 흔한 미네랄이다) 보통은 가구 위에 확산되고 CRT 모니터와 같이 정전기를 일으키는 장치들에 달라붙는다. 이 하얀 먼지는 초음파 가습기에 증류수나 미네랄 제거 카트리지를 사용하여 예방할 수 있다.
가습기의 필터 습도가 높아 곰팡이 번식 우려로 가습기 살균제가 판매되었으나, 그것으로 인해 도리어 사람이 다수 사망하는 사건(가습기 살균제 사건)이 발생했다.

## 같이 보기
- 제습기
- 습도계 (습도 측정을 위해)
- 초음파 노즐